# Лобарбек
Лобарбек (нем. Lohbarbek) — община в Германии, в земле Шлезвиг-Гольштейн. 
Входит в состав района Штайнбург. Подчиняется управлению Хоэнлокштедт.  Население составляет 731 человек (на 31 декабря 2010 года). Занимает площадь 6,24 км².